# Capitulación del cónclave

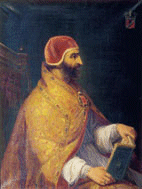
En el cónclave que eligió a Inocencio VI, fue la primera elección en realizarse una capitulación. Así también, Inocencio VI fue el primer Papa en hacer caso omiso a esta.

Una capitulación de cónclave era un documento que reflejaba por escrito el acuerdo alcanzado por los miembros del Colegio Cardenalicio al comienzo de un cónclave estableciendo las relaciones entre el próximo papa y los cardenales. Todos los cardenales juraban observar el acuerdo para el caso de que resultaran elegidos. En tanto que  intentos de condicionar la actuación del futuro papa, las capitulaciones formaron parte de una estrategia del Sacro Colegio para limitar la supremacía papal y «hacer de la Iglesia una oligarquía en vez de una monarquía».

## Historia
El Colegio Cardenalicio había hecho intentos informales para influir en las acciones de los nuevos papas antes de la redacción formal de las capitulaciones. La primera capitulación fue redactado en el cónclave de 1352, dónde fue elegido Inocencio VI, y la mayoría de los cónclaves de los siguientes 300 años produjeron documentos similares.
En 1353, Inocencio VI declaró en su primera constitución apostólica, Sollicitudo, que la capitulación era inválida. El nombre de éste documento hacía una referencia a la constitución apostólica Contingit hecha por Gregorio X, que prohibía que los cónclaves papales se ocuparon de otras cuestiones que no tuvieran relación con la elección del Papa. Esta tendencia se mantuvo para la mayoría de las siguientes capitulaciones, que en general fueron ignoradas. Por esta razón, el historiador papal Federico Baumgartner llama a las capitulaciones «un ejercicio en inutilidad». Otro historiador papal, Van Dyke, conjetura que para la elección de Sixto IV (en 1471), «todos los Papas desde hace cuarenta años habían firmado y rápidamente roto la capitulación del cónclave». Por su parte, Jugie considera que el «recurso regular de la capitulación» era «por encima de todo, una confesión de debilidad».
Aunque la de 1471 no fue la última capitulación, la del cónclave de 1513 (que eligió a León X), fue un momento decisivo para la supremacía papal y los intentos de control por medio de tratados formales, ya que por última vez, el Sacro Colegio intentó limitar su tamaño a través de capitulaciones. Aunque cada cardenal se mantuvo poderoso, el Colegio Cardenalicio nunca volvió a tener su antiguo poder como el "senado" de la Iglesia.
Luego del cónclave de 1676, el Papa Inocencio XI hizo jurar al Sacro Colegio la capitulación que había sido redactado por el cónclave anterior antes de aceptar su elección.
En 1996, el Papa Juan Pablo II en su constitución apostólica Universi Dominici Gregis, prohibió la práctica de la ya extinta capitulación junto con el veto papal, otra práctica conclavista que ya había sido eliminada de facto.

Igualmente, prohíbo a los Cardenales hacer capitulaciones antes de la elección, o sea, tomar compromisos de común acuerdo, obligándose a llevarlos a cabo en el caso de que uno de ellos sea elevado al Pontificado. Estas promesas, aun cuando fueran hechas bajo juramento, las declaro también nulas e inválidas.
Juan Pablo II, Universi Dominici Gregis.

## Lista de capitulaciones hechas en cónclaves
| Cónclave                       | Papa electo    | Términos de la capitulación | Notas |
| ------------------------------ | -------------- | --- | --- |
| Cónclave de 1352               | Inocencio VI   | * El Colegio cardenalicio se limita a 20 miembros, sin que se agreguen nuevos cardenales hasta que sólo se mantuvieran 16 cardenales vivos. * Son necesarios dos tercios de los votos del Sacro Colegio para aprobar la creación, excomunión, privación de sufragio, o la reducción de los bienes o ingresos de los cardenales, o para solicitar recursos a reyes o a clérigos. * El Colegio Cardenalicio tiene poder de veto sobre las decisiones papales y sobre las políticas a seguir. * Todos los ingresos papales deben de ser compartidos con el Sacro Colegio. | Primera capitulación hecha en un cónclave. Es luego declarada inválida por Inocencio VI en 1353. |
| Cónclave de 1431               | Eugenio IV     | * La mitad de los ingresos papales deben ser compartidos con el Colegio cardenalicio. * Todos los problemas importantes se deben decidir con el consentimiento del Sacro Colegio. | Eugenio IV emite una bula para poner en vigor la capitulación, pero luego la retira. Eugenio intentó deshacer las reformas de Martín V, que privaban al Colegio de Cardenales de controlar los ingresos de la Iglesia. |
| Cónclave de 1458               | Pío II         | * Bienestar de los cardenales más pobres. * Realización de una cruzada contra los turcos otomanos. | |
| Cónclave de 1464               | Paulo II       | * Continuar la cruzada contra los turcos otomanos. * El Papa puede abandonar Roma, y viajar por Italia con el consentimiento de la mayoría de los cardenales; mientras que puede viajar al extranjero con el consentimiento de la unanimidad del Colegio cardenalicio, el cual se limita a 24 miembros. * El nuevo Papa no podrá crear más que sólo 1 cardenal nepote. * La creación de cardenales o el adelanto de beneficios a éstos requiere del consentimiento del Colegio. | Similar a las capitulaciones de 1431 y 1454. La mayor parte de los primeros tres días del cónclave fueron ocupados en la redacción de la capitulación. El cardenal Ludovico Trevisan no se suscribió a esta. A pesar de la capitulación, Paulo II creó 3 cardenales nepotes. |
| Cónclave de 1471               | Sixto IV       | * Continuar la cruzada contra los turcos otomanos. | Menos limitaciones al poder papal. El cardenal papable Basilio Besarión fue descartado luego de rechazar la capitulación. |
| Cónclave de 1484               | Inocencio VIII | * Los cardenales serán protegidos en caso de que los gobernantes seculares tomen represalias contra ellos por las decisiones tomadas en el cónclave. * Nueva limitación a la creación de 1 cardenal nepote. * Colegio cardenalicio limitado a 24. | |
| Cónclave de 1492               | Alejandro VI   | * Limitaciones en la creación de nuevos cardenales. | No hay otros términos conocidos. |
| Cónclave de septiembre de 1503 | Pío III        | * Remuneración papal de 2.400 ducados al año para los cardenales, con ingresos anuales de menos de 6.000 ducados. * El "Consejo General" se celebrará dentro de dos años (1505), y posteriormente cada cinco años. | Colegio cardenalicio no limitado a 24. |
| Cónclave de octubre de 1503    | Julio II       | Ningún término conocido. | Cónclave más corto de la historia. |
| Cónclave de 1513               | León X         | * Colegio cardenalicio limitado a 24. * Continuar la cruzada contra los turcos otomanos sin imposición de cardenales. * Reformas de la Curia romana según los términos de Julio II. * La Curia romana no debe abandonar Roma. * Para clausurar el Concilio de Letrán V serán necesarios dos tercios del Sacro Colegio, así como para destituir o nombrar a un cardenal, nombrar a un legado papal, para conferir ciertos cargos eclesiásticos (Julio II había excomulgado a cuatro cardenales). * Laicos en general, excluidos del gobierno de los Estados Pontificios. * Artículos secretos confieren beneficios a los cardenales: 200 ducados de asignación mensual a un cardenal con ingresos anuales inferiores a 6000 ducados, los cardenales no pueden ser nombrados legados sin su consentimiento, y los beneficios de San Pedro y San Juan de Letrán, podrían ser únicamente conferidos a ciudadanos romanos. | El embajador imperial considera poco probable que la capitulación se siga al pie de la letra, ya que haría del cardenal elegido sólo "la mitad de un Papa". Muy poco fiable es la copia que se encuentra en el diario de Paris de Grassis. La violación a la capitulación por León X marcó el final de los intentos de limitar el tamaño del Colegio o la autoridad papal con capitulaciones; el Colegio de ser un "senado" a ser un grupo de asesores. |
| Cónclave de 1521-22            | Adriano VI     | Ningún término conocido. | Llamado "un ejercicio de inutilidad, como siempre" por Baumgartner. |
| Cónclave de 1549-50            | Julio III      | Similar a la hecha en 1523. | Hipólito II d'Este retrasó las negociaciones sobre la capitulación durante tres días, en un intento de ganar tiempo para que más cardenales franceses lograran llegar al cónclave. Esta capitulación fue redactada por seis cardenales elegidos por el Colegio. |
| Cónclave de 1559               | Pío IV         | * Papa prohíbe declarar la guerra a un príncipe católico (como Pablo IV había hecho con España). * El concilio de Letrán debía volver a reunirse. | |
| Cónclave de 1585               | Sixto V        | * Continuar la cruzada contra los turcos otomanos. * Hacer las paces con los reyes católicos. * Completar la construcción de San Pedro (que se estaba prolongando ya por siete décadas). | Pequeñas menciones sobre los privilegios y número del Colegio cardenalicio. |
| Cónclave de septiembre de 1590 | Urbano VII     | Ningún término conocido. | |
| Cónclave de 1669–70            | Clemente X     | * Reforma del clero. * Independencia de los gobernantes seculares. * Restauración de la función adviserial de los cardenales. | |
| Cónclave de 1676               | Inocencio XI   | La misma hecha en 1670. | Única en la que el cardenal electo hizo jurar a todo el Colegio cardenalicio la capitulación anterior antes de aceptar el papado. |